# Паскал Боайе
Паскал Боайе (на френски: Pascal Robert Boyer) е френски антрополог и професор към катедра Индивидуална и колективна памет в Университета Вашингтон в Сейнт Луис.
Боайе има разработки в областта на антропологията и психологията. Изследвал е религиозните вярвания на народа фанг в Камерун.
В своето произведение „И човекът създаде боговете“ (Et l'homme créa les dieux), Боайе дава научно обяснение на религията и нейната поява в човешките общества.
Според Боайе човешките инстинкти са основа на интуитивна теория на ума, която спомага при неговото ориентиране в социалните отношения и морала, както и създава предразположеност към религиозни вярвания. Боайе, подобно на други автори, предполага съществуването на вродени мисловни системи, които предопределят избора на културни елементи като вяра в свръхестественото.